# Hartford, Connecticut
Hartford este un oraș care este capitala statului Connecticut al Statelor Unite ale Americii și totodată sediul comitatului Hartford.

## Personalități născute aici
- Gene Pitney (1941 - 2006), cantautor;
- Paul Bremer (n. 1941), diplomat;
- Suzanne Collins (n. 1962), scriitoare.

1. ↑   https://www.hartfordct.gov/Government/Departments/Mayor-Arulampalam, accesat în 1 noiembrie 2024 Lipsește sau este vid: |title= (ajutor)
2. ↑  Recensământul Statelor Unite ale Americii din 2010, accesat în 9 iulie 2020